# Billy Talent III

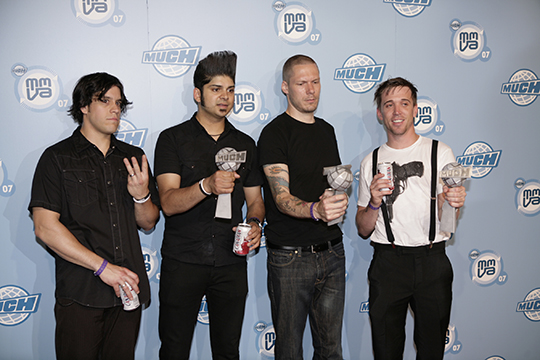
Billy Talent 2007

Billy Talent III är det fjärde studioalbumet av det kanadensiska rockbandet Billy Talent, vilket gavs ut 14 juli 2009.
En demoversion av Turn Your Back släpptes som singel i september 2008, och den första officiella singeln från Billy Talent III är Rusted from the Rain, som premiärspelades på Bandit Rock 22 maj 2009.

## Låtlista
1. "Devil on My Shoulder" – 3:49
2. "Rusted from the Rain" – 4:13
3. "Saint Veronika" – 4:09
4. "Tears Into Wine" – 4:12
5. "White Sparrows" – 3:14
6. "Pocketful of Dreams" – 3:34
7. "The Dead Can't Testify" – 4:27
8. "Diamond on a Landmine" – 4:30
9. "Turn Your Back" – 3:22
10. "Sudden Movements" – 3:39
11. "Definition of Destiny" – 4:15
12. "Bloody Nails and Broken Hearts" (bonusspår vid digital förbeställning)

## Musiker
- Benjamin Kowalewicz – sång
- Ian D'Sa – gitarr, sång
- Jonathan Gallant – bas, sång
- Aaron Solowoniuk – trummor, percussion